# Liberty dollar
Le Liberty Dollar était une monnaie privée (ou monnaie libre ou monnaie complémentaire) dont la valeur de réserve est du métal précieux. Elle était émise sous forme de pièces métalliques, de certificats   d'argent et d'or sur support papier ou électronique.   
Elle est née le 1er octobre 1998 des mains de son architecte Bernard von NotHaus et est utilisée par plusieurs dizaines de milliers de personnes.
Le service d'émission des liberty Dollar a été fermé le 31 juillet 2009 par son fondateur. 

## Atteinte à l'ordre public monétaire
Les bureaux de Liberty Dollar ont fait l'objet d'une perquisition du FBI le 14 novembre 2007,,.
Le procès est en cours, des citoyens américains ayant engagé un recours collectif contre le gouvernement fédéral,,.
Le gouvernement américain poursuit Bernard von NotHaus depuis juin 2009. Le procès a eu lieu en 2010 et le juge lui a interdit de poursuivre l'activité des Liberty Dollars jusque-là. Le procureur des U.S. Ed Ryan : 
(en) « When groups seek to undermine the U.S. currency system, the government is compelled to act. These coins are not government-produced coinage, yet purchasers were led to believe by those who made and sold them that they should be spent like U.S. Federal Reserve Notes. »
Le 18 mars 2011, le fondateur de Liberty dollar, M. Von NotHaus a été  déclaré coupable d'avoir "fabriqué, détenu, et mis en circulation" ses propres pièces de monnaie, par un jury de Statesville, Caroline du Nord. Il lui est reproché notamment le crime de faux-monnayage et d'avoir conspiré contre l'État. Pour ces infractions, il risque une peine de 15 ans  d'emprisonnement et une amende de 250 000 $. 
Il existe d'autres monnaies certifiées par l'American Open Currency Standard qui sont inspirées du Liberty Dollar : Free Lakota Bank, NeoCoins, Dixie Dollar, Freedom Mint, Community Dollar et LibreCoins.